# Sinterització

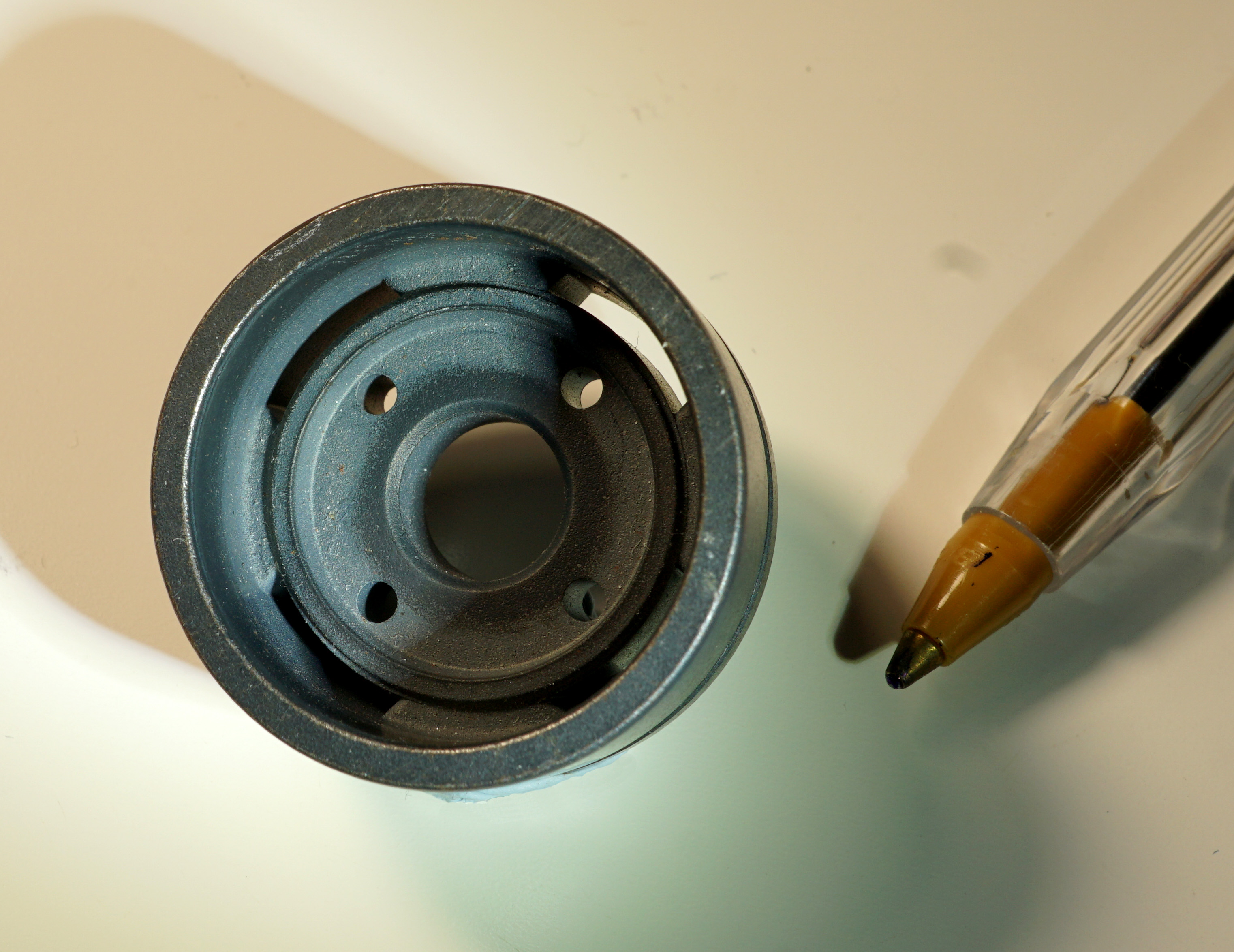
Peça de metall sinteritzat.

La sinterització és el concepte que engloba una àmplia gama de maneres de fabricar peces a partir de pols metàl·liques i/o ceràmiques. Aquest procés de fabricació de peces sòlides emmotllades, consisteix en compactar a molt alta pressió, en un motlle, diverses pólvores metàl·liques i/o ceràmiques barrejades homogèniament i, una vegada compactades, realitzar un tractament tèrmic, a una temperatura inferior a la de fusió de la mescla, obtenint-se una peça consolidada i compacta.
Aquest procediment de fabricació proporciona una molt gran cohesió de les pólvores, tot creant enllaços forts entre les partícules, que acaben unint-se en un sol bloc amb la forma de l'objecte emmotllat.
Algunes persones i empreses entenen que la sinterització és només la part del procés en que s'escalfen les peces i que el conjunt d'operacions s'anoemna pulverimetal·lúrgia. Altres redactats consideren sinònims els termes sinterització i pulverimetal·lúrgia.

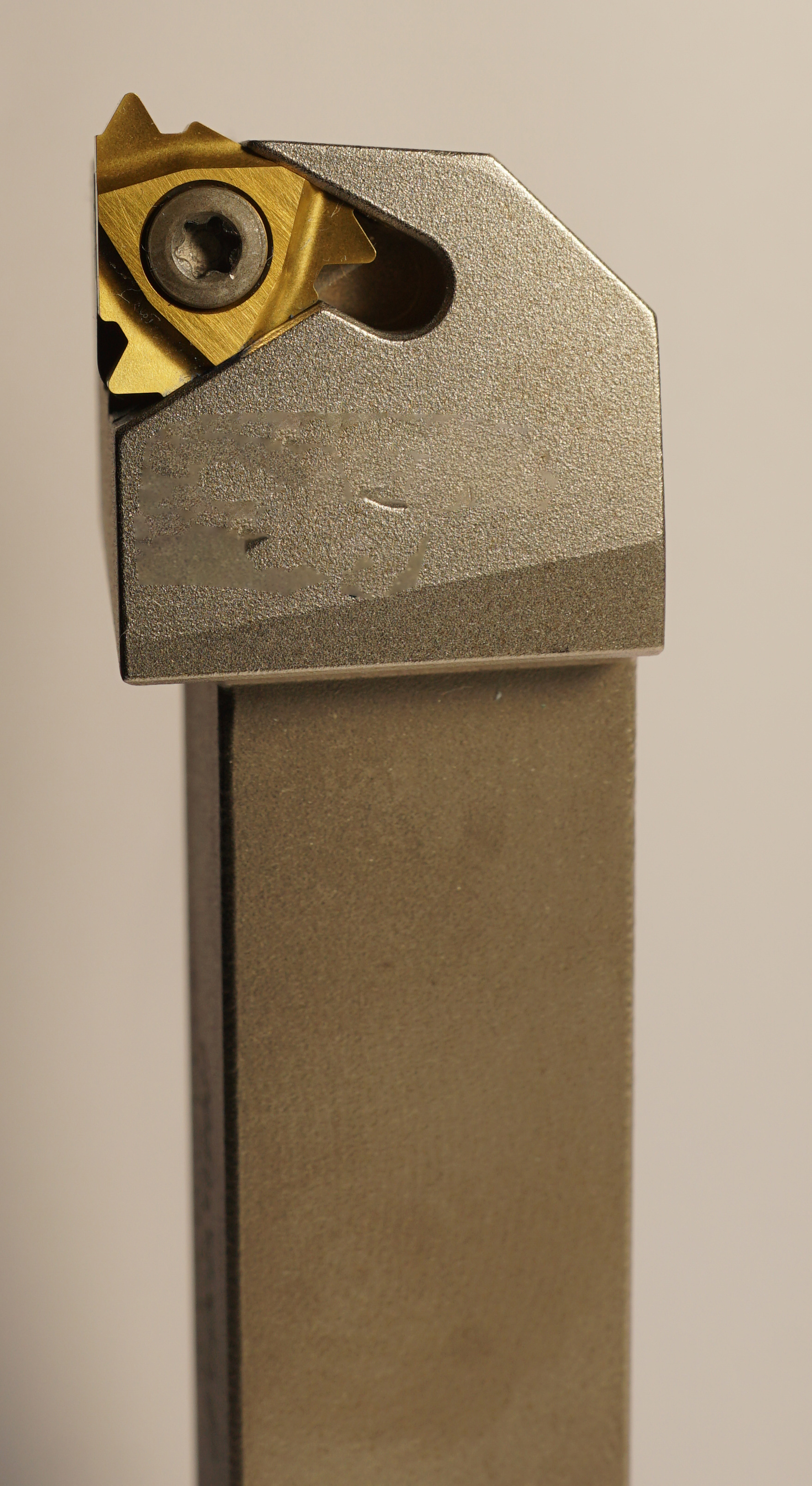
Eina de tornejar rosques amb plaqueta sinteritzada

La sinterització es fa servir de manera generalitzada per produir formes ceràmiques de beril·li, alúmina, ferrita, titanats i circanats. En la sinterització, les partícules, mitjançant coalescència per difusió, continuen en estat sòlid tot i l'alta temperatura, perquè aquesta temperatura roman per sota del punt de fusió del compost al qual es vol donar forma. En el procés, la difusió atòmica té lloc entre les superfícies de contacte de les partícules perquè resultin unides químicament, formant un sol bloc.
La sinterització és la manera més habitual de fabricar les plaquetes de metall dur que es fan servir en l'arrencament de ferritja i que trobem en broques, freses, eines de tornejar...Un element comú en força d'aquestes eines sinteritzades és el carbur de tungstè. També és usual trobar peces sinteritzades en altres àmbits, com ara automoció, electrodomètics, etc

###### Avantatges de la sinterització:[1][2]
- Aconseguir peces amb característiques de materials metàl·lics i/o ceràmics, impossibles d'aconseguir mitjançant mètodes tradicionals (força de les característiques obtingudes a partir de la sinterització no es poden obtenir mitjançant el procediment de la fosa).
- Assolir formes complexes, impossibles d'obtenir mitjançant mètodes basats en l'arrencament de ferritja.
- Obtenir peces lliures de tensions i de fibres.
- Les peces obtingudes mitjançant el sinteritzat són poroses, aquests porus permeten un eventual recobriment superficial molt resistent al despreniment, donat que el material de recobriment queda fermament fixat gràcies als porus. Una altra característica molt preuada dels porus és la possibilitat de ser omplerts amb altres elements, com ara lubrificants, aconseguint-se així peces autolubrificades.
- Reducció de pes. Les peces sinteritzades pesen habitualment entre un 5% i un 25% menys que el mateix component massís, a conseqüència de l'existència de la micro-porositat interna del material.
- Producció de peces sense material sobrant (no hi ha ferritja, ni altres despulles) per la qual cosa, algunes persones, classifiquen la sinterització amb el qualificatiu de procés de fabricació "verd"

## Fases de la sinterització[3][4]
Per a la fabricació d'una peça mitjançant sinterització se segueixen les següents etapes:
- Obtenció de la pols.
- Preparació de la pols: barreja de la matèria primera, les partícules metàl·liques, amb additius.
- Compactació: si es fa en calent, s'aconsegueix un augment de la densitat de 0,1 o 0,2 g/cm³ respecte a l'obtinguda amb la mateixa pressió en fred; com més gran sigui la pressió de compactació, més gran serà la densitat del material. Aquest procés, que es fa en uma premsa, sol durar menys d'un segon
- Tractament tèrmic: es realitza en un forn a altes temperatures (sempre per sota del punt de fusió) i en atmosfera protectora. Les fases de la sinterització són: preescalfament, sinterització i refredament. Aquest procés sol durar entre una i tres hores.
- Adreçat les peces que en el procés tèrmic han sofert petites deformacions, mitjançant un nou premsat
- Neteja, verificació.

## Operacions complementàries[5]
- Calibratge: consisteix en un premsat de les peces sinteritzades, amb la finalitat de millorar-ne les toleràncies dimensionals.
- Mecanització: és necessari per obtenir formes no paral·leles al sentit de la compactació, com ara forats transversals o altres geometries, elements roscats, etc. Aquesta eventual operació es realitza quan la peça està compactada però sempre abans de passar pel forn.
- Tractaments tèrmics: a les peces sinteritzades se'ls poden aplicar diversos tractaments tèrmics (cementació, carbonitruració, tremp, etc.).
- Muntatge: amb sistemes com la soldadura, el "sinter-brazing", el reblat i l'adhesiu.
- Impregnació: consisteix a introduir oli o un polímer en els porus d'una peça sinteritzada; també es fa servir coure.

- Tractaments superficials: permeten millorar les propietats de la superfície de la peça (resistència a la corrosió, aspecte, propietats mecàniques); poden ser: zincatge, cromatge, niquelatge químic, courejat, fosfatació i anodització.

## Sinterització en fase sòlida[6]
Aquest tipus de sinterització es realitza sota la influència de la temperatura a causa de la transferència de matèria en fase sòlida en absència de líquid i sense la participació de la fase gasosa. La complexa seqüència de processos que es produeixen durant la sinterització en fase sòlida es pot dividir condicionalment en tres etapes segons una característica purament geomètrica.
- L'etapa inicial, en aquesta fase quan la porositat de la preforma és molt elevada, la compactació del cos granular es produeix a causa del lliscament de partícules al llarg dels límits del gra. Això es deu al fet que l'excés d'energia lliure es concentra en el volum de la peça a causa de la superfície desenvolupada. La relació d'aquest darrer amb el volum de la peça determina la magnitud de la pressió que tendeix a comprimir el material i redueix la seva superfície lliure.Així, la etapa inicial de compactació està associada amb el moviment del gra en el seu conjunt. Aquest moviment s'acaba quan s'aconsegueix l'envasament proper de partícules i, a més, la compactació només es pot produir a causa d'una transferència de massa en el volum de grans i no a causa del seu moviment. En aquesta fase, també hi ha una sinterització mútua de grans, expressada en un augment de la zona de contacte entre ells i la convergència dels seus centres. Tot i això, els grans individuals en aquesta etapa continuen mantenint la seva individualitat, és a dir, els límits entre ells es conserven. Una característica distintiva de l'etapa inicial de la sinterització és la reducció significativa del cos de sinterització.
- L'etapa intermèdia, en aquesta fase, l'àrea de contacte entre els grans s'intensifica i els grans es fonen gradualment entre si, perdent la seva individualitat. Al principi, els porus prenen la forma de canals de comunicació, la mida dels quals disminueix gradualment per omplir-se de matèria, com a conseqüència dels quals, al final d'aquest període, es formen porus aïllats o bé al límit del gra o dins d'ells. A la fase intermèdia, es produeix una compactació uniforme del cos porós i la seva posterior contracció.
- L'etapa final, En aquesta fase, només queden els porus aïllats tancats en el cos de sinterització, el nombre i la mida dels quals disminueixen gradualment a causa del seu excés.

## Sinterització de pólvores metàl·liques[7]
Els metalls purs produïts al buit, els quals no tenen contaminació a la superfície, són ideals per la sinterització de pólvores metàl·liques. Cal l'ús d'un gas protector quan la sinterització és sota pressió. A la sinterització podem variar les propietats dels materials gràcies a unes posteriors reelaboracions. Els canvis en la densitat, l'aliatge i els tractaments tèrmics poden alterar les característiques físiques de diversos productes.
La sinterització es estàtica quan en algunes condicions externes pot aparèixer coalescència entre les pólvores metàl·liques però aquesta torna el seu comportament normal quan aquestes condicions desapareixen. Generalment el volum total de la peça va en disminució degut a que el material flueix cap a els buits, per tant la densitat total augmenta.
Mitjançant el reencasament es produeix una disminució de la porositat total, a més, a causa de l'evaporació i la condensació per fusió, hi ha un transport de material. En les etapes finals, els àtoms de metall es desplacen al llarg dels límits dels vidres cap a les parets del porus interns, redistribuint la massa del volum intern de l'objecte i allisant les parets del porus. La tensió superficial és la força motriu d'aquest moviment.
La sinterització en estat líquid, s'esdevé quan un, o més, dels elements es troben en estat líquid. Cal aquest estat per fabricar carbur de ciment i carbur de tungstè.
El bronze sinteritzar permet que els lubricants flueixin a través d'ell, propietat que permet que aquest material sigui freqüentment utilitzat per a la fabricació de coixinets. D'altra banda, el coure sinteritzat, gràcies a la seva porositat, permet que el líquid flueixi a través d'ell.
Avantatges
- Nivells molt alts de puresa i uniformitat en els materials.
- Preservació de la puresa, gràcies a que el procés de fabricació posterior és més senzill.
- Estabilització dels detalls de les operacions repetitives, mitjançant el control de la mida del gra durant les etapes d'entrada.
- Absència de contacte vinculant entre les partícules de pols segregades o "inclusions" com passa sovint en els processos de fusió.
- No es necessita deformació per produir l'allargament direccional dels grans. Capacitat de produir materials de porositat controlada i uniforme.
- Capacitat de produir objectes en forma de xarxa.
- Capacitat de produir materials que no poden ser produïts per cap altra tecnologia.
- Capacitat de fabricar materials d'alta resistència.
- Després de la sinterització, la resistència mecànica a la manipulació augmenta.

## Sinterització ceràmica[9]
Per a la fabricació d'objectes ceràmics se sol utilitzar la sinterització. Es fan servir materials com vidre, circona, sílici, magnèsia, calç, òxid de beril·li, alúmina i òxid fèrric. En alguns casos les matèries primeres necessiten l'ús d'additius orgànics en les etapes prèvies a la sinterització, ja que tenen una menor afinitat per l'aigua i un menor índex de plasticitat que l'argila.
El procediment que generalment utilitzen són:
- Barreja d'aigua, aglutinant, desfloculant i pols de ceràmica sense coure, per formar una lletada.

- Assecat per aspersió de la beurada.
- Utilització d'un motlle, on es ficarà la pols assecada per aspersió i es pressionarà per formar un cos verd.
- Cremar l'aglutinant a baixa temperatura escalfant el cos verd.
- Sinteritzar a alta temperatura per fusionar les partícules de ceràmica.

Gràcies a les corbes de temperatura d'expansió durant l'anàlisi tèrmica del dilatòmetre obtenir les transformacions de fase, les transicions vítries i els punts de fusió, que succeïxen en una determinada formulació ceràmica es produeix una contracció del material una vegada s'arriba a la temperatura de transició, en aquest punt les fases vítries, comencen a consolidar l'estructura polsegada.
La sinterització es realitza a alta temperatura però també es pot utilitzar una segona o més forces externes, com ara la pressió o el corrent elèctric. La més freqüent sol ser la pressió, per aquest motiu la sinterització que es realitza sense aquesta s'anomena generalment "sinterització sense pressió".
S'utilitzen làmines de separació de pólvores ceràmiques per permetre un apilament òptim del producte al forn durant la sinterització i per evitar que s'enganxin. Aquestes làmines estan disponibles en diversos materials com alúmina, circonia i magnèsia.

## Sinterització en fase líquida[10]
Consisteix en la sinterització d'un cos en pols a una temperatura que garanteixi la formació d'una fase líquida. La condició termodinàmica per a una sinterització efectiva en fase líquida és la tendència d'un sistema multicomponent a minimitzar l'energia superficial i el potencial químic lliures, com en la sinterització en fase sòlida.
A diferència de la fase sòlida, en la sinterització en fase líquida, degut a la major mobilitat del sistema “líquid - sòlid”, l'acció de les forces impulsores de la compactació del cos de les pólvores (forces de constricció capil·lar) es manifesta amb més claredat. En presència d'una fase líquida, en determinades condicions, es facilita el desenvolupament de forces d'adhesió entre les partícules de pols individuals i es pot formar una estructura lleugerament porosa. Durant la sinterització en fase líquida, apareix una mena de sistema capil·lar al cos de la pols, constituïda per fases sòlides, líquides i gasoses.
En presència d'una fase líquida, la velocitat d'atomització i l'heterodifusió dels àtoms augmenta substancialment, cosa que accelera la formació d'aliatges i facilita el moviment de partícules sòlides l'una de l'altra, contribuint a omplir els porus de matèria. En aquest sentit, amb la sinterització en fase líquida és possible obtenir productes en pols pràcticament no porosos.
Característiques
- La formació de la fase líquida durant la sinterització, per regla general, va acompanyada d'una intensificació de la contracció, que en principi permet obtenir material sinteritzat amb una densitat molt alta i una baixa porositat residual amb un temps de procés relativament curt. En aquest sentit, la sinterització en presència de fase líquida, sovint representa una alternativa a l'ús de pressions d'emmotllament elevades o temperatures altes i temps de retenció durant la sinterització per tal d'obtenir un material d'alta densitat. Per a algunes pólvores de materials o aliatges molt durs, la sinterització en fase líquida pot ser l'única manera possible d'obtenir una alta densitat del producte final.
- L'efecte d'augmentar la contracció depèn tant de les característiques fisicoquímiques dels components com de la quantitat de fase líquida, la mida de partícula del component refractari i la porositat inicial de les briquetes. Un augment de la quantitat de component de baixa fusió contribueix a la contracció, però en presència d'alguna solubilitat mútua dels components, un procés d'hetereodiffusió es pot complicar amb un canvi de densitat durant la sinterització en fase líquida. L'ús de fraccions més petites del component refractari contribueix a un augment de la contracció.
- El valor de la porositat inicial té un paper important en la sinterització. El retracte de les briquetes amb una elevada porositat inicial fa que sigui difícil obtenir productes amb una gran precisió dimensional, i les briquetes de sinterització amb una baixa porositat inicial poden fins i tot conduir al seu creixement durant la sinterització. Això es deu al fet que durant la formació de la fase líquida es poden formar porus aïllats, la pressió del gas en la qual es pot augmentar, cosa que evitarà les retractes.
- En alguns casos, la fase líquida està present durant la sinterització només per un temps limitat i la sinterització es realitza principalment en fase sòlida. Això es deu al fet que el curs de processos de difusió que comporten la fase líquida pot conduir a la formació d'altres fases més refractàries o a la dissolució de la fase líquida en el sòlid.
- El procés de sinterització en fase líquida s'utilitza sovint per obtenir estructures especials amb propietats mecàniques especials, per exemple materials antifricció. Això és possible si la fase, que és líquida durant la sinterització, conserva les seves característiques individuals en el material sinteritzat.
- El control de canvis volumètrics durant la sinterització en fase líquida permet obtenir materials i productes en pols altament porosos amb mides gairebé iguals a les mides dels compactes inicials. Això requereix la creació d'una estructura d'un cos en pols que contingui petits porus naturals i grans porus artificials. La formació de grans porus es produeix a causa del primer porus volatilitzant introduït a la composició de pols en l'etapa de premsat del modelat.

## Sinterització assistida per corrent elèctric
El químic i agent de patents anglès Arthur George Bloxam va enregistrar, al 1906, la primera patent de pols de sinterització que utilitzaven corrent directe en el buit. AG Bloxam volia produir a escala industrial filaments per a làmpades incandescents, gràcies a la compactació de partícules de tungstè o molibdè. El corrent aplicat reduïa els òxids superficials que augmentaven l'emissivitat dels filaments.
Hi ha més de 640 patents relacionades amb mètodes de sinterització que utilitzaven corrent contínua i després sobreposaven un corrent directe.
Al 1913, Weintraub i Rush van patentar un mètode de sinterització modificat que combinava el corrent elèctric amb la pressió. Aquesta temperatura de sinterització és aproximadament de 2000° C i es duu a terme gràcies a un tub aïllant elèctric on les pólvores d'arrencada de bor-carboni o silici-carboni són sotmeses a pressió amb l'ajut d'uns elèctrodes.
Duval d'Adrian al 1922, als Estats Units, va patentar la sinterització, El seu procés consistia en 3 parts i el seu objectiu era construir blocs resistents a la calor a partir de materials d'òxid com la zircònia o el tori
Passos:
1. Modelar les pólvores.
2. Recuit a uns 2500° C per tal d'aconseguir la conductivitat elèctrica.
3. Aplicar el mètode Weintraub i Rush GF Taylor. Consisteix en una sinterització que elimina els òxids gràcies a una descàrrega, utilitzant un arc.

## Sinterització de plàstics[14]
Els materials que requereixen una porositat específica o una geometria molt complexa, es formen per sinterització de plàstics. Els elements porosos de plàstic sinteritzat s'utilitzen en la filtració i per controlar els fluxos de fluids i gasos.

## Sinteritzat làser[15]
La pols de plàstic preescalfat s'exposa al feix làser durant poc temps i es sinteritza amb les partícules endurides de la capa subjacent. La configuració del paràmetre de procés permet assolir la porositat i el nivell de densitat necessaris del model tridimensional acabat.